# Minplog
Minplog och minrivare är fordonsmonterade minröjningsanordningar i form av plogblad som plogar upp och undan minor framför vederbörande fordon under gång samt skyddar fordonet vid potentiell detonation. De kan vara tilläggsaggregat som monteras på konventionella stridsfordon eller fältarbetsfordon vid behov, alternativt del av särskilda minröjningsvagnar.
Skillnaden mellan de två är att en minplog plogar hela skrovets bredd framför modervagnen medan en minrivare består av ett plogblad framför vardera band (eller dito) och röjer ett drygt halvt meter brett spår.